# КСК (группа)
КСК — советская рок-группа («Климакс Скандального Кризиса») образовалась в самом конце 1981 из существовавшей в конце 70-х группы Пилигрим, которую собрал гитарист и певец Андрей «Дюша» Михайлов.

## История
В её состав вошли первый бас-гитарист Пилигрима Роман Глоба и барабанщик Михаил Сульин.
Сразу начали репетировать новые песни: «Мне плевать на всех», «В ночном клубе», «Рок-клуб», позже появился знаменитый панковский манифест «Бляха-муха (панк-рок)».
В 1983 году Сульина призвали в армию и Глоба тоже покидает коллектив. Начинаются поиски барабанщика и басиста, состав начал меняться. Некоторое время с КСК репетировали и выступали: Дмитрий Бучин (позднее Народное ополчение), Борис «Скромный» Вильчик (НЧ-ВЧ). Валерий Кирилов (Пепел, Странные игры, Зоопарк) и, наконец, Валерий Морозов (Россияне), который остался в КСК. На место басиста приходит Михаил Дубов (Виноградов).
В 1984 к КСК присоединился двоюродный брат Андрея Михайлова Евгений «Айяйяй» Фёдоров (гитара, вокал). Обновлённый КСК дал единственный концерт. В этом же году коллектив постигает новая неприятность — Михаила Дубова забрали в армию. Его место занимает Евгений «Айяйяй» Фёдоров, в это же время из группы уходит Морозов. Опять начались поиски барабанщика. Наконец появляется Александр Кондрашкин (Странные игры, Аквариум), который и вписался в коллектив. Тогда же к группе присоединяется Людмила Колот Терри, замыкая состав КСК на тот момент.
Созданный в 1981 году рок клуб к этому времени начал расширяться и оставаться вне его стен было всё сложнее, площадок для выступления «не легальных» групп оставалось всё меньше и меньше. К 1985 году сложилась ситуация, когда группе КСК ничего не оставалось делать, как только репетировать на точке, летом этого же года группа ушла на «каникулы» после которых Терри уже не вернулась и участники остались втроём без вокалистки.
Осенью 1985 году Александр «Рикошет» Аксёнов (Резиновый рикошет, Народное ополчение, Автоматические удовлетворители), вернувшись с армии, предлагает вместе записать свой сольный альбом, который так и не был записан, но в процессе репетиций появляется группа Объект Насмешек, костяком которой стали музыканты и репертуар КСК.
Записи КСК так и не были записаны, но их песни были записаны уже Объектом Насмешек «Я один», «Печальный ангел» для альбома «Смеётся ОН,ОН Смеётся Последним», а «Бляха-муха (панк-рок)» для альбома «Жизнь настоящих ковбоев» (1989), позже, в 90-х «Бляха-муха (панк-рок)» входила в репертуар Tequilajazzz, а сейчас Zorge.